# Радости
Радости (пол. Radosty, нім. Ottendorf) — село в Польщі, у гміні Барчево Ольштинського повіту Вармінсько-Мазурського воєводства.
Населення — 179 осіб (2011).

## Демографія
Демографічна структура станом на 31 березня 2011 року:
|          | Загалом | Допрацездатний вік | Працездатний вік | Постпрацездатний вік |
| -------- | ------- | ------------------ | ---------------- | -------------------- |
| Чоловіки | 88      | 25                 | 58               | 5                    |
| Жінки    | 91      | 20                 | 59               | 12                   |
| Разом    | 179     | 45                 | 117              | 17                   |